# Pinasca
Pinasca – miejscowość i gmina we Włoszech, w regionie Piemont, w prowincji Turyn.
Według danych na rok 2004 gminę zamieszkiwało 2951 osób, 86,8 os./km².
Urodził tu się dyplomata papieski abp Luciano Storero.